# Impatiens quadriloba
Impatiens quadriloba är en balsaminväxtart som beskrevs av K.M.Liu och Y.L.Xiang. Impatiens quadriloba ingår i släktet balsaminer, och familjen balsaminväxter. Inga underarter finns listade i Catalogue of Life.